# اچ‌ام‌اس روچستر (۱۷۴۹)
اچ‌ام‌اس روچستر (۱۷۴۹) (به انگلیسی: HMS Rochester (1749)) یک کشتی بود که طول آن ۱۴۶ فوت (۴۴٫۵ متر) بود. این کشتی در سال ۱۷۴۹ ساخته شد.